# Jasmine (série télévisée)
Pour les articles homonymes, voir Jasmine.
Jasmine est une mini-série policière québécoise en dix épisodes de 45 minutes scénarisée par Jean-Claude Lord et diffusée du 6 mars au 8 mai 1996 sur le réseau TVA,.

## Synopsis
Jasmine Rocheleau est une jeune métisse nouvellement recrue de la police de Montréal. Elle commence sa carrière policière au moment où une histoire de brutalité policière fait les manchettes soit « L'Affaire Casimir », un jeune Noir abattu par un policier lors d'une opération policière. La jeune recrue doit faire face à la pression de la part des policiers et de la communauté noire.

## Fiche technique
- Réalisation : Jean-Claude Lord
- Scénaristes : Jean-Claude Lord, Réjean Pelletier et Christian Fournier
- Société de production : Bloom Films et Les Productions du Verseau inc.

## Distribution
- Linda Malo : Jasmine Rocheleau
- Isabel Richer : Mariette Zimmer
- JiCi Lauzon : Robert Boudrias
- Julien Poulin : Tony Demers
- Jacques Godin : Damien Rocheleau
- Françoise Robertson : Jennifer Cohen
- Marie-Soleil Tougas : Armande
- Marc-André Coallier : François Morin
- Geneviève Brouillette : Antonia Valiquette
- Charlotte Laurier : Corinne Santinori
- Juliette Powell : Marie-Jolle Cinq-Mars
- Yvan Ponton : Jean-Paul Vincelette
- Manon Miclette : Aline Fortin
- Wildemir Normil : Joseph Isidora
- Nadia Paradis : Isabelle Desjardins
- Fatima Kayembe : Chloé Kleber
- Karina Aktouf : Leyla
- Denis Bernard : Louis Desroches
- Rose-Andrée Michaud : Anita Kleber
- Harvey Atkin : David Cohen
- Mireille Naggar : Fatima
- Jude-Antoine Jarda : Marcel
- Johanne Degand : Stéphanie
- Michel Ghorayeb : Aboukarim
- Michel Thériault : Réjean Clapet
- Mireille Métellus : Marie-Lise Duviella
- Normand D'Amour : Alexis
- Rashell Casimir : Rachel
- Alecka Farhoud-Dionne : Naoual
- Cas Anvar : Ramez
- Valérie Lemaire : Barbara
- Sylvie Moreau : Cassandra
- Dominic Philie : Daniel
- Didier Lucien : Didier
- Fayolle Jean : Édouard
- Naka Moto : père de Rachel
- Danielle Fichaud : mère
- Suzanne Lemoine : Bernadette
- Benz Antoine (en) : Revendeur de drogue
- Rosie Yale : Prostituée
- Caroline André : Journaliste
- Sylvain Massé : Martin
- Dave Richer : Luc